# Sonatine
Pour les articles homonymes, voir Sonatine (homonymie).
Une sonatine (de l'italien : sonatina) est une petite sonate.

## Définition
« Sonatine » n’a pas de définition stricte en tant que terme musical. Il s’agit d’un terme appliqué par le compositeur à une pièce qui se présente sous la forme d’une sonate, mais techniquement plus courte et plus légère, plus « élémentaire » qu’une sonate typique. Le terme est utilisé au moins depuis la fin du baroque, à l'image de la Sonatina, un morceau au clavecin d'un mouvement de Haendel. Le terme est le plus souvent attribué aux œuvres pour clavier, mais certains compositeurs ont écrit des sonatines pour violon et piano, comme la Sonatine en sol majeur pour violon et piano de Antonín Dvořák, et occasionnellement pour d'autres instruments, à l'instar de la Sonatina pour clarinette de Malcolm Arnold.

## Principales caractéristiques et utilisations
Le terme Sonatina a été utilisé occasionnellement par Jean-Sébastien Bach pour de courtes introductions orchestrales à de grandes œuvres vocales, comme dans sa cantate Gottes Zeit ist die allerbeste Zeit, BWV 106, une pratique que l'on trouve auparavant dans l'œuvre du compositeur allemand Nicolaus Bruhns. C’est la seule fois que Bach utilise le terme sonatina, bien qu’il ait composé de nombreuses sonates de chambre et solos pour instruments.
Comme avec beaucoup de termes musicaux, la sonatine est utilisée de façon plurivoque. Le sens le plus courant est une sonate courte et facile qui convient aux étudiants, comme les sonatines pour piano de Muzio Clementi. Cependant, toutes les sonatines ne sont pas techniquement simples, par exemple les sonatines virtuoses de Ferruccio Busoni et Charles-Valentin Alkan, et la Sonatine de Maurice Ravel. Par ailleurs, certaines sonates pourraient également être appelées sonatines : par exemple, l'op. 49 de Beethoven, intitulée par le compositeur Zwei Leichte Sonaten für das Pianoforte (« Deux sonates faciles pour piano ») ne comprend que deux courts mouvements, une sonate-allegro et un court rondo (no 1) ou menuet (no 2).
En général, une sonatine possède les caractéristiques suivantes : brièveté ; moins de mouvements que les quatre de la sonate classique ; simplicité technique ; un caractère plus léger, moins sérieux ; et dans la musique post-romantique, un style néo-classique ou une référence à une musique antérieure. Les Sonatines op. 36 de Muzio Clementi sont très populaires parmi les étudiants.
Le premier ou le seul mouvement se présente généralement sous la forme d'une sonate abrégée, avec peu ou pas de développement des thèmes. Pour cette raison, une sonatine est parfois définie dans l'usage britannique comme une courte composition sous forme de sonate dans laquelle la section de développement est superficielle ou absente : l'exposition est immédiatement suivie d'un bref passage pour moduler le retour à la clé pour la réexposition. Les mouvements suivants (au plus deux) peuvent prendre l’une des formes habituelles : par exemple, un menuet ou un scherzo, un thème lent et des variations ou un rondo.

## Compositeurs de sonatines

### Pour piano, ou clavecin
- Charles-Valentin Alkan : Sonatine en la mineur, op. 61 (1861)
- Carl Philipp Emanuel Bach : Sonatine en Si bémol majeur, H. 459 et Sonatine en Do majeur, H. 460 (vers 1763)
- Béla Bartók : Sonatine (1915)
- Ludwig van Beethoven : Sonatine en fa majeur (attribution), Sonatine en Sol majeur Anh. 5 no 2 (attribution)
- Alexandre Borodine[réf. souhaitée]
- Ferruccio Busoni : Sonatina no 1 (1910), no 2 (1912), no 3 (1915), no 4 (1917), no 5 (1919), no 6 (1920)
- Muzio Clementi : 6 sonatines op. 36 (1797)
- Jan Ladislav Dussek[réf. souhaitée]
- Maurice Emmanuel : Six sonatines (1893 à 1926)
- Georg Friedrich Haendel : Sonatine en ré mineur HWV 581, Sonatine (Fugue) en sol majeur HWV 582, Sonatine en la mineur HWV 583, Sonatine en si bémol majeur HWV 584
- Stephen Heller : Sonatina no 1 op. 146, no 2 op. 147, no 3 op. 149
- Swan Hennessy : Sonatine op. 43 (1912)
- John Ireland : Sonatine (1926–1927)
- Joseph Jongen : Sonatine op. 88 (1929)
- Dmitri Kabalevski : Sonatine en Do (1930)
- Aram Khatchatourian : Sonatine (1959)
- Charles Koechlin : Cinq Sonatines op. 59 (1915), 4 Nouvelles sonatines op. 87 (1924),
- Friedrich Kuhlau[réf. souhaitée]
- Heinrich Lichner : 3 Sonatinen op. 202 (1880)
- Arvo Pärt : Sonatines (1958-1959)
- Maurice Ravel : Sonatine (1905)
- Albert Roussel : Sonatine (1912)
- Erik Satie : Sonatine bureaucratique (1917)
- Jean Sibelius : Trois sonatines op. 67 (1912)

### Pour un autre instrument seul
- Charles Koechlin : Trois Sonatines pour flûte op. 184
- Darius Milhaud : Sonatine pour clarinette (1927)

### Pour duos instrumentaux
- Anton Diabelli : Sonatine en la majeur op. 68 pour violon et piano (1797), Sonatine en sol majeur pour violon et piano op. 70 (1797)
- Antonín Dvořák : Sonatine pour violon et piano (1893)
- Zdeněk Fibich : Sonatine instructive en ré mineur pour violon et piano op. 27 (1869)
- Bohuslav Martinů : Sonatine pour clarinette et piano (1956)
- Franz Schubert : Trois sonatines pour violon et piano, op. posth. 137 (1816)
- Walter Piston : Sonatine pour violon et clavecin (1945)
- Alexandre Tansman : Sonatine pour basson et piano

## Compositeurs d'autres sonatines
- Piotr Ilitch Tchaïkovski : Sérénade pour cordes, 1er numéro : Pezzo in forma di sonatina (1880)